# قائمة الجوائز والترشيحات التي تلقتها فيديا بالان

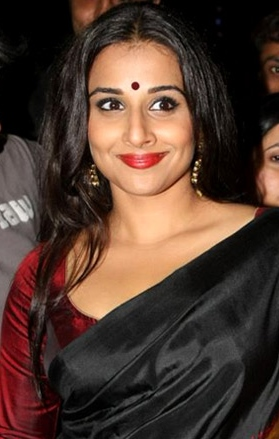
فيديا بالان في حفل جوائز سكرين عام 2012، وفيه فازت فيديا بثالث جائزة سكرين لها على التوالي كأفضل ممثلة.

فيديا بالان هي ممثلة هندية  تشتهر بأعمالها في بوليوود. فازت فيديا بـ53 جائزة من بينهم جائزة الفيلم الوطني وأربع جوائز من الأكاديمية الدولية للفيلم الهندي وخمس جوائز من كل من فيلم فير وسكرين ونجم النقابة وزي سيني.
بدأت فيديا أفلامها عام 2003 بالفيلم البنغالي احترسي، وفازت على إثره بجائزة أناندالوك. وفي عام 2005، لعبت أول دور لها في بوليوود في فيلم الدراما الموسيقي المرأة المتزوجة والذي أكسبها جائزة فيلم فير لأفضل ممثلة في أول ظهور لها وترشيح لجائزة فيلم فير لأفضل ممثلة. وفي العام التالي، لعبت دور مذيعة راديو في فيلم استمر يا مونا بهاي وعليه ترشحت لجائزة الأكاديمية الهندية الدولية للأفلام لأفضل ممثلة. وعام 2007، شاركت فيديا في خمسة أفلام. فلعبت دور امرأة تعاني من التصلب المتعدد في الفيلم الدرامي غورو، ثم مريضة باضطراب الشخصية الانفصامية في فيلم الإثارة النفسية المتاهة. رشحت فيديا عن فيلم المتاهة لجائزة فيلم فير كأفضل ممثلة.
بين عامي 2009 و2012، شغلت فيديا دور البطولة في عدة أفلام، وهو ما حقق لها العديد من الجوائز. وعن دورها كأم غير متزوجة في فيلم الدراما الكوميدي با (2009)، فازت فيديا بأول جائزتي سكرين وفيلم فير كأفضل ممثلة، بالإضافة للعديد من الجوائز الأخرى. وأكسبها دورها للمثيرة في الكوميديا السودا إشقيا جائزة فيلم فير للنقاد لأفضل ممثلة، كما رشحت لجائزة فيلم فير كأفضل ممثلة، وفازت بعدة جوائز أفضل ممثلة أخرى من بينهم سكرين وزي سيني ونجم النقابة. جسّدت فيديا الراحلة سيلك سميثا في فيلم السيرة الذاتية الصورة القذرة (2011)، وفازت بجائزة الفيلم الوطني لأفضل ممثلة، بالإضافة لثاني جائزة أفضل ممثلة من كل من فيلم فير والاكاديمية الهندية الدولية للأفلام ونقابة منتجي أمريكا وزي سين وثالث جائزة سكرين على التوالي كأفضل ممثلة. وفي العام ذاته، نالت ترشيحًا كأفضل ممثلة في فيلم فير وسكرين عن فيلم الجريمة لم يقتل أحد جيسيكا. أما تأديتها لدور الزوجة الحامل التي تبحث عن زوجها المفقود في فيلم كهاني, قد أكسبها رابع جائزة سكرين لأفضل ممثلة على التوالي، بالإضافة لثالث جائزة أفضل ممثلة في فيلم فير والأكاديمية الهندية الدولية للأفلام.
بالإضافة للجوائز السينمائية، حصلت فيديا على جائزة برابا خيتان عام 2012 عن دورها في تمكين المرأة. وعام 2014، منحتها الحكومة الهندية وسام بادما شري، رابع أعلى جائزة مدنية في الهند، وذلك عن مساهماتها الفنية.

## جوائز أناندالوك
تمنح جوائز أناندالوك سنويًا من قبل إيه بي بي جروب في كلكتا لأبطال الأفلام البنغالية والهندية. فازت فيديا بالجائزة مرتين.
| السنة | العمل   | الفئة              | النتيجة | مراجع  |
| ----- | ------- | ------------------ | ------- | ------ |
| 2004  | احترسي  | أفضل ممثلة         | فوز     | [ 13 ] |
| 2007  | المتاهة | أفضل ممثلة - الهند | فوز     | [ 13 ] |

## جوائز السينما الآسيوية
تقدم جوائز السينما الآسيوية في حفل هونغ كونغ الدولي السينمائي لنجوم السينما الآسيوية. رُشّحت فيديا مرة واحدة لهذه الجائزة.
| السنة | العمل         | الفئة      | النتيجة | مراجع |
| ----- | ------------- | ---------- | ------- | ----- |
| 2012  | الصورة القذرة | أفضل ممثلة | رُشِّح     | [ 7 ] |

## جوائز سينما آسيا والمحيط الهادئ
تنظم جوائز سينما آسيا والمحيط الهادئ بواسطة اتحاد منتجي الأفلام في منطقة آسيا والمحيط الهادئ. رُشّحت فيديا لجائزة واحدة.
| السنة | العمل | الفئة      | النتيجة | مراجع  |
| ----- | ----- | ---------- | ------- | ------ |
| 2012  | كهاني | أفضل ممثلة | رُشِّح     | [ 16 ] |

## جوائز الشاشة في آسيا والمحيط الهادئ
يقام حفل توزيع جوائز الشاشة في آسيا والمحيط الهادئ سنويًا من قبل مجلس مدينة بريسبان الأسترالية، وذلك بالتعاون مع منظمة الأمم المتحدة للتربية والعلم والثقافة (يونسكو) والاتحاد الدولي لمنتجي الأفلام. رُشحت فيديا مرة واحدة.
| السنة | العمل         | الفئة      | النتيجة | مراجع  |
| ----- | ------------- | ---------- | ------- | ------ |
| 2012  | الصورة القذرة | أفضل ممثلة | رُشِّح     | [ 18 ] |

## جوائز بيغ ستار إنترتينمينت
تنظم شبكة ريليانس للبث حفل جوائز بيغ ستار إنترتينمينت سنويًا. فائزت فيديا بجائزتين من بين سبعة ترشيحات.
| السنة | العمل         | الفئة                        | النتيجة | مراجع         |
| ----- | ------------- | ---------------------------- | ------- | ------------- |
| 2010  | —             | موهبة العقد الجديدة - ممثلات | رُشِّح     | [ 20 ] [ 21 ] |
| 2010  | إشقيا         | أفضل ممثلة                   | فوز     | [ 20 ] [ 21 ] |
| 2011  | الصورة القذرة | أفضل ممثلة                   | فوز     | [ 22 ]        |
| 2012  | كهاني         | أفضل ممثلة                   | رُشِّح     | [ 23 ]        |
| 2012  | كهاني         | أفضل ممثلة في فيلم إثارة     | رُشِّح     | [ 23 ]        |
| 2013  | مجنون         | أفضل ممثلة في فيلم كوميدي    | رُشِّح     | [ 24 ]        |
| 2014  | بوبي جاسوس    | أفضل ممثلة في فيلم كوميدي    | رُشِّح     | [ 25 ]        |

## جوائز اتحاد غرف التجارة والصناعة الهندية للتميز
يقيم اتحاد غرف التجارة والصناعة الهندية حفلًا سنويًا لتوزيع جوائزه للتميز. فازت فيديا بثلاث جوائز.
| السنة | العمل         | الفئة                   | النتيجة | مراجع  |
| ----- | ------------- | ----------------------- | ------- | ------ |
| 2010  | با            | أفضل ممثلة في دور رئيسي | فوز     | [ 27 ] |
| 2011  | إشقيا         | أفضل ممثلة في دور رئيسي | فوز     | [ 28 ] |
| 2012  | الصورة القذرة | أفضل ممثلة في دور رئيسي | فوز     | [ 29 ] |

## جوائز فيلم فير
تقدم جوائز فيلم فير سنويًا منذ بدايتها عام 1954 لصناع الأفلام الهندية. فازت فيديا بخمس جوائز.
| السنة | العمل              | الفئة                      | النتيجة | مراجع         |
| ----- | ------------------ | -------------------------- | ------- | ------------- |
| 2006  | المرأة المتزوجة    | أفضل ممثلة في أول ظهور لها | فوز     | [ 31 ] [ 32 ] |
| 2006  | المرأة المتزوجة    | أفضل ممثلة                 | رُشِّح     | [ 31 ] [ 32 ] |
| 2008  | المتاهة            | أفضل ممثلة                 | رُشِّح     | [ 31 ] [ 32 ] |
| 2010  | با                 | أفضل ممثلة                 | فوز     | [ 31 ]        |
| 2011  | إشقيا              | أفضل ممثلة                 | رُشِّح     | [ 33 ] [ 32 ] |
| 2011  | إشقيا              | جائزة النقاد لأفضل ممثلة   | فوز     | [ 33 ] [ 32 ] |
| 2012  | لم يقتل أحد جيسيكا | أفضل ممثلة                 | رُشِّح     | [ 34 ] [ 35 ] |
| 2012  | الصورة القذرة      | أفضل ممثلة                 | فوز     | [ 34 ] [ 35 ] |
| 2013  | كهاني              | أفضل ممثلة                 | فوز     | [ 36 ] [ 32 ] |

## جوائز الأكاديمية الدولية للفيلم الهندي
حفل توزيع جوائز الأكاديمية الدولية للفيلم الهندي هو حدث دولي سنوي لتكريم فناني بوليوود. فازت فيديا بأربعة جوائز من بين 10 ترشيحات.
| السنة | العمل              | الفئة                   | النتيجة | مراجع         |
| ----- | ------------------ | ----------------------- | ------- | ------------- |
| 2006  | المرأة المتزوجة    | نجم لأول مرة - ممثلات   | فوز     | [ 31 ] [ 38 ] |
| 2006  | المرأة المتزوجة    | أفضل ممثلة              | رُشِّح     | [ 31 ] [ 38 ] |
| 2007  | استمر يا مونا بهاي | أفضل ممثلة              | رُشِّح     | [ 31 ]        |
| 2008  | المتاهة            | أفضل ممثلة              | رُشِّح     | [ 31 ]        |
| 2008  | المتاهة            | أفضل أداء في دور سلبي   | رُشِّح     | [ 31 ]        |
| 2008  | غورو               | أفضل ممثلة في دور مساعد | رُشِّح     | [ 31 ]        |
| 2010  | با                 | أفضل ممثلة              | فوز     | [ 39 ]        |
| 2011  | إشقيا              | أفضل ممثلة              | رُشِّح     | [ 40 ]        |
| 2012  | الصورة القذرة      | أفضل ممثلة              | فوز     | [ 41 ]        |
| 2013  | كهاني              | أفضل ممثلة              | فوز     | [ 42 ]        |

## جوائز ليونز الذهبية الهندية
فازت فيديا بجائزتين من جوائز ليونز الذهبية الهندية، وهي جوائز يمنحها أعضاء نادي ليونز في مومباي.
| السنة | العمل | الفئة                           | النتيجة | مراجع  |
| ----- | ----- | ------------------------------- | ------- | ------ |
| 2010  | با    | الممثلة المفضلة                 | فوز     | [ 44 ] |
| 2013  | كهاني | الممثلة المفضلة - اختيار النقاد | فوز     | [ 45 ] |

## جوائز الفيلم الوطني
يمنح مجلس إدارة مهرجانات الأفلام في الحكومة الهندية جوائز الفيلم الوطني لأصحاب الإنجازات في السينما الهندية. فازت فيديا بجائزة واحدة.
| السنة | العمل         | الفئة      | النتيجة | مراجع  |
| ----- | ------------- | ---------- | ------- | ------ |
| 2012  | الصورة القذرة | أفضل ممثلة | فوز     | [ 47 ] |

## جوائز بيبول تشويس - الهند
تمنح جوائز النسخة الهندية من جوائز بيبول تشويس الأمريكية الأصل للمواهب البارزة في السينما والتلفزيون والموسيقى والرياضة الهندية. رُشّحت فيديا مرة واحدة عام 2012.
| السنة | العمل | الفئة           | النتيجة | مراجع  |
| ----- | ----- | --------------- | ------- | ------ |
| 2012  | كهاني | الممثلة المفضلة | رُشِّح     | [ 49 ] |

## جوائز نجم النقابة
يقام حفل توزيع جوائز نجم النقابة (عرفت سابقًا بجوائز نقابة منتجي الأفلام والتلفزيون أبسارا) سنويًا بتنظيم نقابة منتجي الأفلام. فازت فيديا بخمس جوائز.
| السنة | العمل           | الفئة                      | النتيجة | مراجع  |
| ----- | --------------- | -------------------------- | ------- | ------ |
| 2006  | المرأة المتزوجة | أفضل ممثلة                 | رُشِّح     | [ 31 ] |
| 2006  | المرأة المتزوجة | أفضل ممثلة في ظهورها الأول | فوز     | [ 31 ] |
| 2011  | با              | أفضل ممثلة - تكريم خاص     | فوز     | [ 51 ] |
| 2011  | إشقيا           | أفضل ممثلة                 | فوز     | [ 51 ] |
| 2012  | الصورة القذرة   | أفضل ممثلة                 | فوز     | [ 52 ] |
| 2013  | كهاني           | أفضل ممثلة                 | فوز     | [ 53 ] |

## جوائز الشاشة
تنظم إنديا إكسبرس ليميتد حفل جوائز الشاشة لتكريم نجوم السينما الهندية والماراثية. فازت فيديا بخمس جوائز من بين 9 ترشيحات، من بينهم 4 جوائز أفضل ممثلة على التوالي.
| السنة | العمل              | الفئة                       | النتيجة | مراجع         |
| ----- | ------------------ | --------------------------- | ------- | ------------- |
| 2006  | المرأة المتزوجة    | أفضل ممثلة في ظهورها الأول  | فوز     | [ 56 ]        |
| 2010  | با                 | أفضل ممثلة                  | فوز     | [ 31 ]        |
| 2010  | با                 | أفضل ممثلة - اختيار الجمهور | رُشِّح     | [ 31 ]        |
| 2011  | إشقيا              | أفضل ممثلة                  | فوز     | [ 57 ]        |
| 2012  | لم يقتل أحد جيسيكا | أفضل ممثلة                  | رُشِّح     | [ 35 ] [ 58 ] |
| 2012  | الصورة القذرة      | أفضل ممثلة - اختيار الجمهور | رُشِّح     | [ 35 ] [ 58 ] |
| 2012  | الصورة القذرة      | أفضل ممثلة                  | فوز     | [ 35 ] [ 58 ] |
| 2013  | كهاني              | أفضل ممثلة - اختيار الجمهور | رُشِّح     | [ 17 ]        |
| 2013  | كهاني              | أفضل ممثلة                  | فوز     | [ 17 ]        |

## جوائز ستارداست
يُنظّم حدث جوائز ستارداست سنويًا من قبل شركة ماغنا المحدودة للنشر. فازت فيديا بخمس جوائز من بين ثلاثة عشر ترشيحًا.
| السنة | العمل              | الفئة                            | النتيجة | مراجع                |
| ----- | ------------------ | -------------------------------- | ------- | -------------------- |
| 2006  | المرأة المتزوجة    | نجمة نجوم الغد                   | فوز     | [ 60 ]               |
| 2007  | استمر يا مونا بهاي | نجمة نجوم الغد                   | رُشِّح     | [ 61 ]               |
| 2008  | غورو               | أفضل ممثلة في دور مساعد          | رُشِّح     | [ 31 ]               |
| 2010  | با                 | نجمة العام                       | رُشِّح     | [ 62 ]               |
| 2011  | إشقيا              | أفضل ممثلة في فيلم إثارة أو حركة | فوز     | [ 63 ] [ 64 ]        |
| 2011  | إشقيا              | نجمة العام                       | رُشِّح     | [ 63 ] [ 64 ]        |
| 2012  | الصورة القذرة      | أفضل ممثلة في دور دراميّ          | فوز     | [ 65 ] [ 66 ] [ 67 ] |
| 2012  | الصورة القذرة      | نجمة العام                       | فوز     | [ 65 ] [ 66 ] [ 67 ] |
| 2012  | لم يقتل أحد جيسيكا | أفضل ممثلة في دور دراميّ          | رُشِّح     | [ 65 ] [ 66 ] [ 67 ] |
| 2012  | لم يقتل أحد جيسيكا | نجمة العام                       | رُشِّح     | [ 65 ] [ 66 ] [ 67 ] |
| 2013  | كهاني              | أفضل ممثلة في فيلم إثارة أو حركة | فوز     | [ 68 ] [ 69 ] [ 70 ] |
| 2013  | كهاني              | نجمة العام                       | رُشِّح     | [ 68 ] [ 69 ] [ 70 ] |
| 2014  | بوبي جاسوس         | أفضل ممثلة في فيلم إثارة أو حركة | رُشِّح     | [ 12 ]               |

## جوائز زي سيني
يقام حفل توزيع جوائز زي سيني سنويًا بتنظيم زي للمشاريع الترفيهية. فازت فيديا بخمس جوائز.
| السنة | العمل           | الفئة                      | النتيجة | مراجع         |
| ----- | --------------- | -------------------------- | ------- | ------------- |
| 2006  | المرأة المتزوجة | أفضل ممثلة في أول ظهور لها | فوز     | [ 31 ]        |
| 2006  | المرأة المتزوجة | أفضل ممثلة                 | رُشِّح     | [ 31 ]        |
| 2008  | المتاهة         | أفضل ممثلة                 | رُشِّح     | [ 72 ]        |
| 2011  | إشقيا           | أفضل ممثلة                 | فوز     | [ 73 ]        |
| 2012  | الصورة القذرة   | أفضل ممثلة                 | فوز     | [ 74 ]        |
| 2012  | الصورة القذرة   | أفضل ممثلة باختيار النقاد  | فوز     | [ 74 ]        |
| 2013  | كهاني           | أفضل ممثلة                 | رُشِّح     | [ 75 ] [ 76 ] |
| 2013  | كهاني           | أفضل ممثلة باختيار النقاد  | فوز     | [ 75 ] [ 76 ] |

## جوائز وتكريمات أخرى
| السنة | العمل           | الجائزة                                         | الفئة                          | النتيجة | مراجع  |
| ----- | --------------- | ----------------------------------------------- | ------------------------------ | ------- | ------ |
| 2006  | المرأة المتزوجة | جوائز "من هو أفضل"                              | أفضل بطلة                      | فوز     | [ 48 ] |
| 2010  | —               | جوائز أكاديمية بريادارشيني                      | جائزة سميتا باتيل التذكارية    | فوز     | [ 77 ] |
| 2011  | —               | جائزة إن دي تي في لشخصية العام الهندية          | ممثلة العام                    | فوز     | [ 78 ] |
| 2012  | الصورة القذرة   | جائزة الشبكة الوطنية للإعلام للسينما والتلفزيون | أفضل ممثلة                     | فوز     | [ 57 ] |
| 2012  | الصورة القذرة   | جائزة غريت (Gr8!) لإنجازات النساء               | براعة التمثيل                  | فوز     | [ 79 ] |
| 2012  | الصورة القذرة   | جوائز آي آر دي إس للسينما الهندية               | أفضل شخصية نسائية              | فوز     | [ 80 ] |
| 2012  | الصورة القذرة   | جائزةِ دادا ساهيب فالكة                          | جائزة الأداء البارز            | فوز     | [ 81 ] |
| 2012  | —               | جائزة جي كيو                                    | أيقونة السينما للعام - سيدات   | فوز     | [ 82 ] |
| 2012  | —               | جائزة لافازا لقيادة المرأة                      | مساهمة نموذجية في مجال السينما | فوز     | [ 83 ] |
| 2012  | —               | جائزة برابا خيتان                               | —                              | فوز     | [ 9 ]  |
| 2014  | —               | وسام بادما شري                                  | —                              | فوز     | [ 10 ] |
| 2015  | —               | جائزة راج كابور                                 | مساهمة خاصة                    | فوز     | [ 84 ] |
| 2016  | —               | اتحاد الهند لتجارة الأحجار الكريمة والحلي       | أيقونة العام                   | فوز     | [ 85 ] |
| 2016  | —               | مهرجان ميلبورن للفيلم الهندي                    | جائزة تمكين المرأة             | فوز     | [ 86 ] |

## هوامش
1. ↑  تشير في كل الجداول للعام الذي أقيم فيه حفل توزيع الجائزة المذكورة.
2. ↑  مناصفة مع كارينا كابور في فيلم ثلاثة بلهاء.[39]
3. ↑  مُنحت بعض الجوائز الخاصة لأفلام عام 2009 نظرًا لعدم إقامة حفل عام 2010.[51]
4. ↑  مناصفة مع أنوشكا شارما عن فيلم باند باجا بارات.[51]